# Ratusz w Kolínie

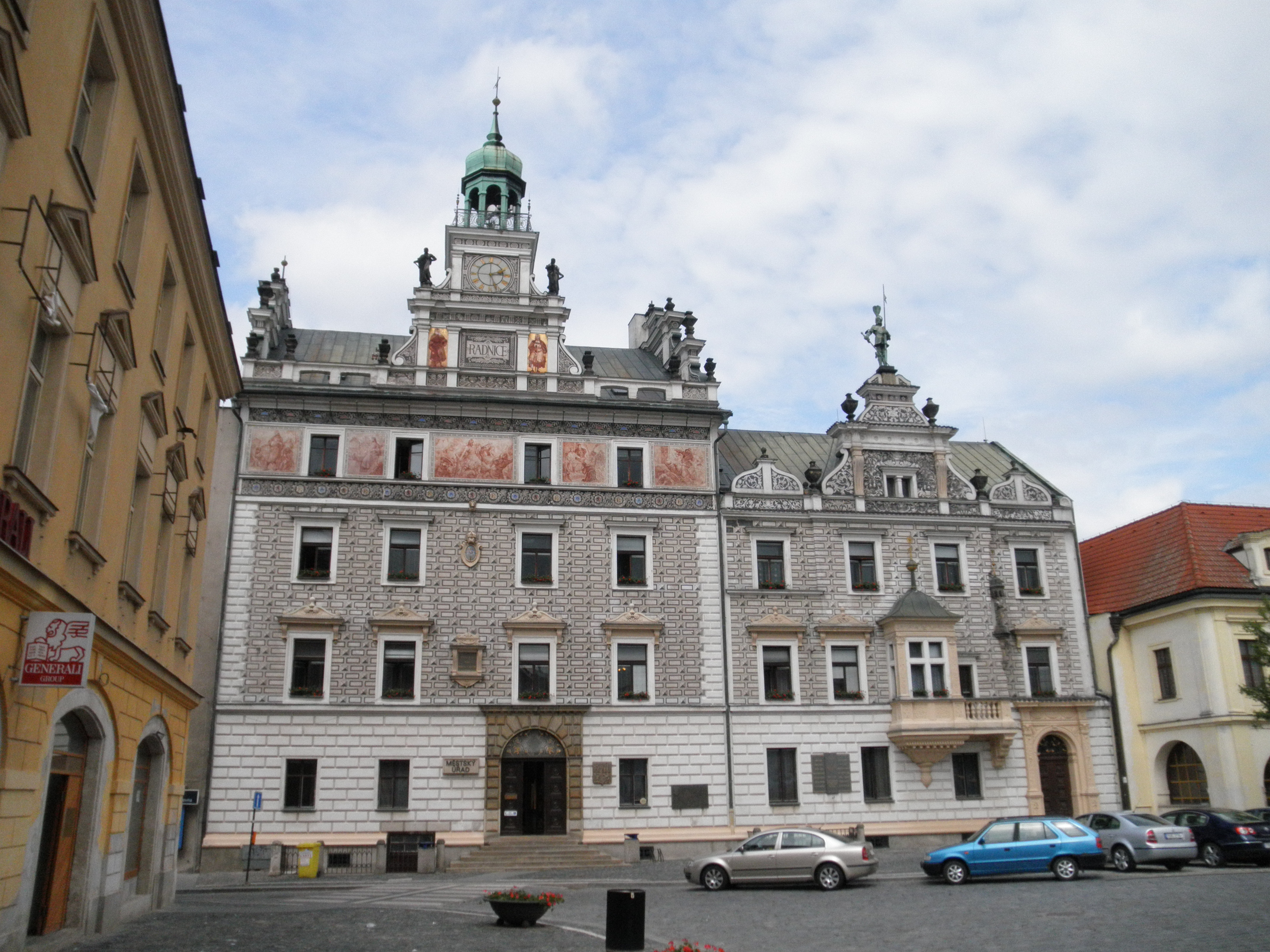
Ratusz w Kolínie

Ratusz w Kolínie (cz. Kolínská radnice) – ratusz znajdujący się na Karlově náměstí 77 w Kolínie, w Czechach. Jest on chroniony jako zabytek kultury Republiki Czeskiej.

## Opis
Został on przebudowany w latach 1887–1889 na budynek neorenesansowy przez architekta Jana Vejrycha.
Freski na elewacji przedstawiają wydarzenia historyczne z dziejów Kolínu i namalowane zostały przez Adolfa Liebschera:

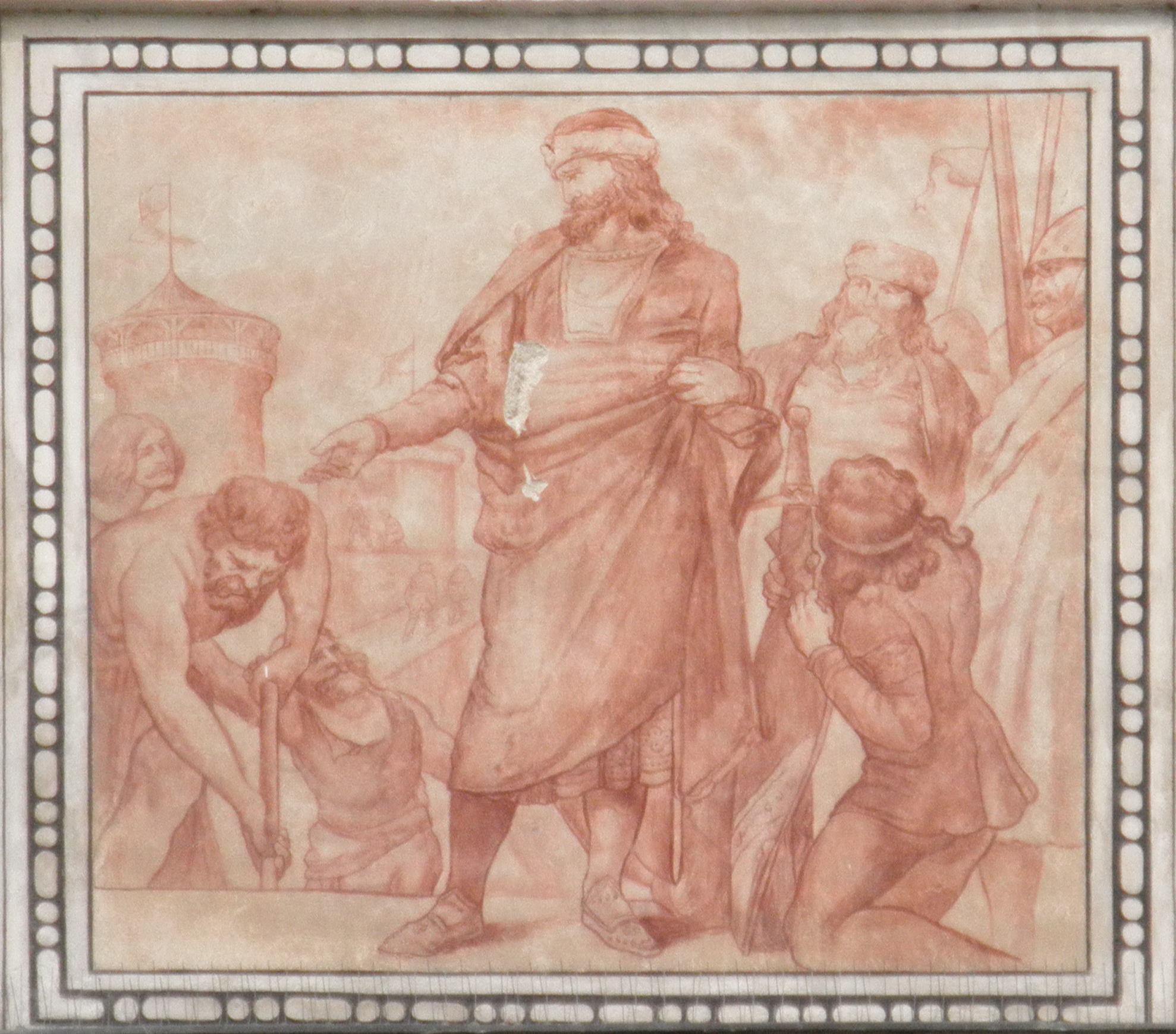
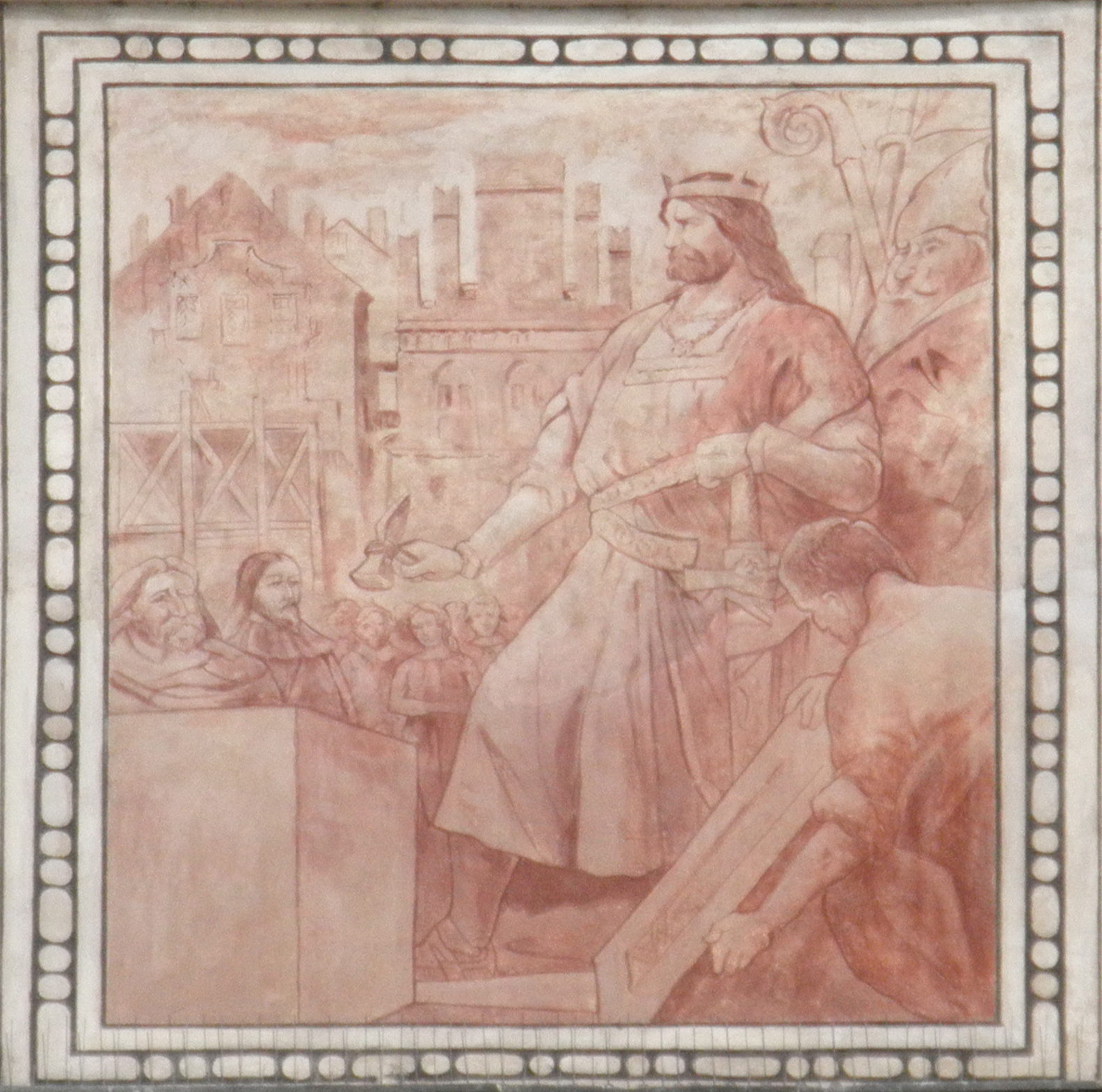
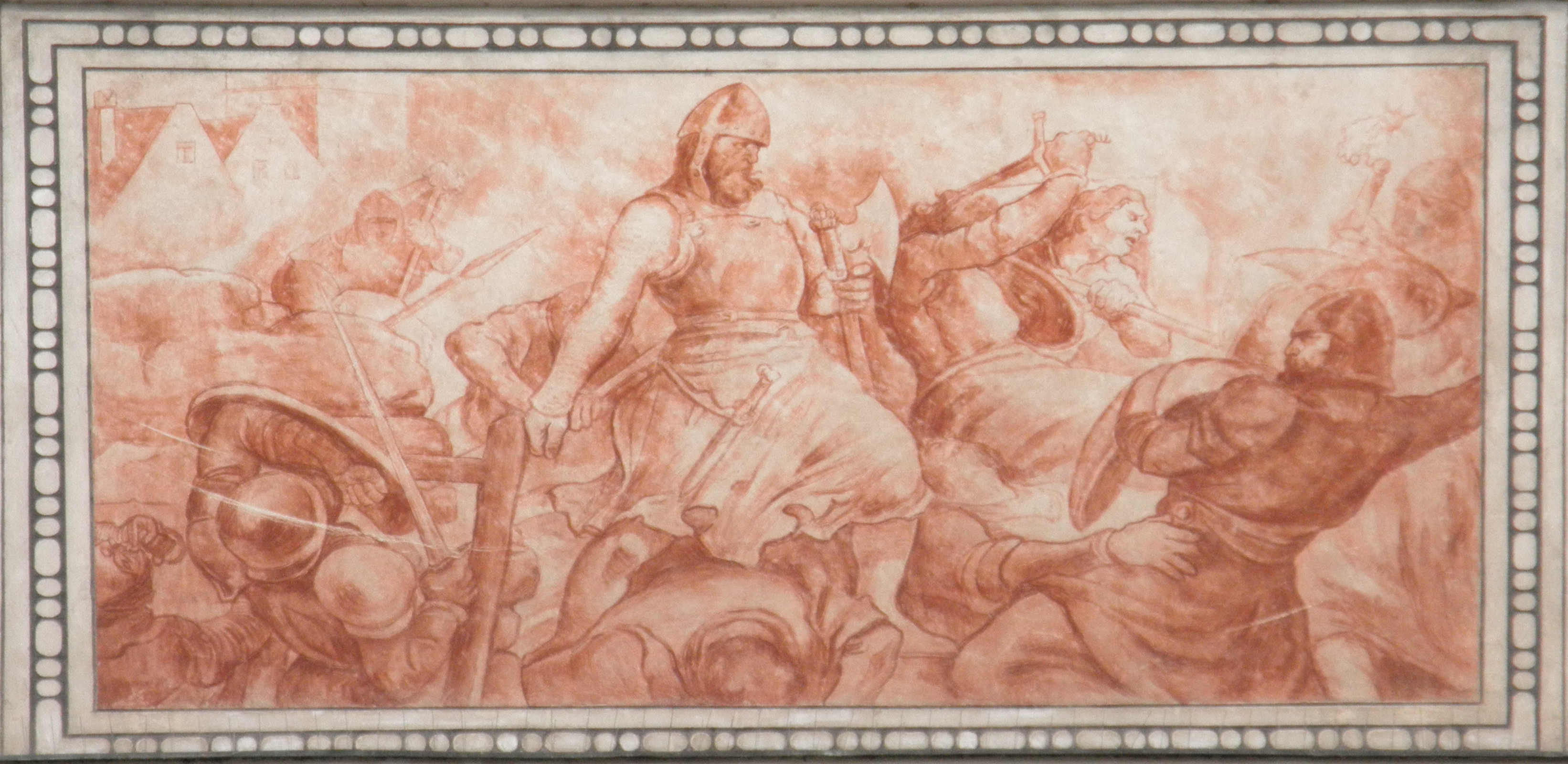
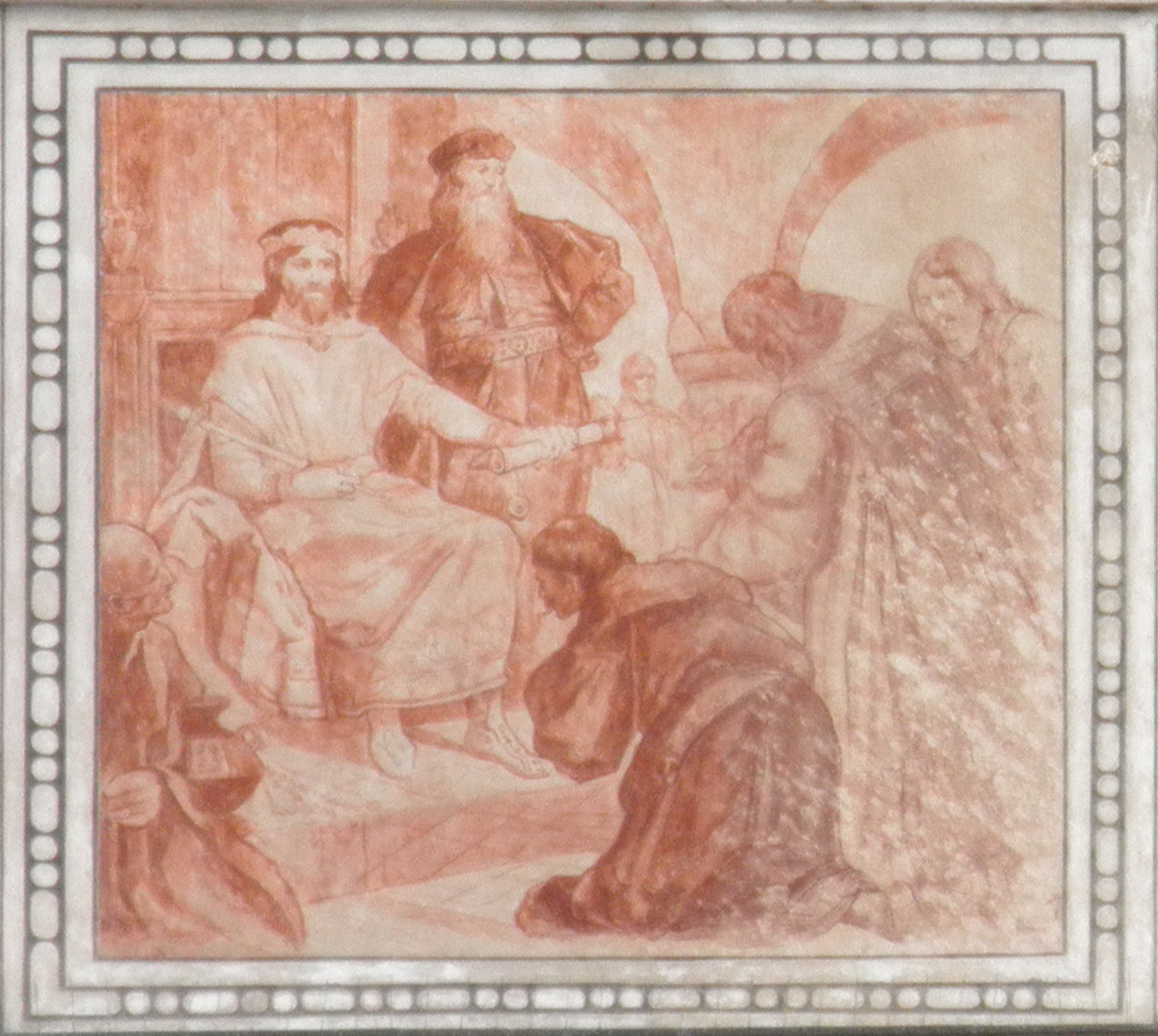
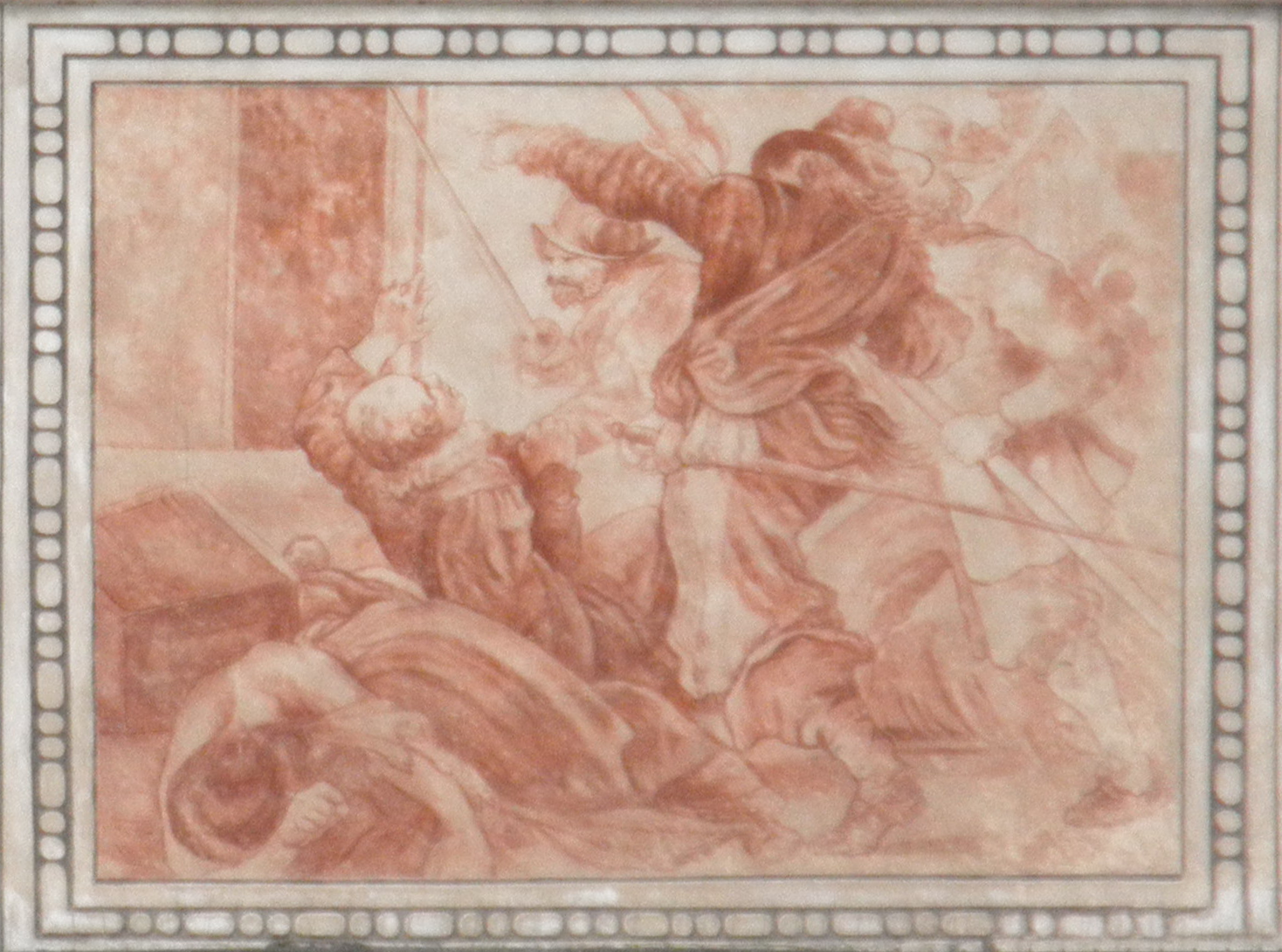